# Крняк
Крняк (хорв. Krnjak, серб. Крњак) — община в центральной части Хорватии, в Карловацкой жупании с центром в одноимённом посёлке. Население общины 1985 человека, население посёлка — 371 человек (2011). В состав общины помимо центра входит ещё 29 деревень.
Исторически большинство жителей Крняка составляли сербы, по данным переписи 2011 года сербская община насчитывала 68,6 % населения, хорваты составляли 29,2 %. Крняк — одна из общин Хорватии, где сербский язык на кириллической основе признан вторым официальным языком (см. Языки Хорватии).

## География
Посёлок Крняк и прочие населённые пункты общины находятся в историческом регионе Кордун в холмистой местности в междуречье Кораны и её притока Радони в 18 км к югу от центра Карловаца. Через ряд населённых пунктов общины проходит шоссе D1 Загреб — Карловац — Книн — Сплит. Ещё одна дорога D6 ведёт на Глину и Двор.

## История
Поселение было основано в 1685 году, когда сюда, на территорию Военной Границы, переселилось 284 сербские семьи. Крняк был укреплённым постом Военной Границы вплоть до её ликвидации в XIX веке. В 1894 году в Крняке была освящена православная церковь Покрова Пресвятой Богородицы, церковь была разрушена во Вторую мировую войну.
Во время Второй мировой войны 29 июля 1941 года в Крняке был основан первый партизанский отряд в Кордуне, действовавший в окрестных лесах. В Крняке располагалась типография антифашистской газеты Vjesnik, главного печатного органа югославских партизан.
После распада СФРЮ Крняк входил в состав самопровозглашённой Республики Сербская Краина. В результате операции Буря в 1995 году Сербская Краина была ликвидирована, а сербское население бежало из региона. По окончании войны часть сербских беженцев возвратилась в Крняк, хорватское население региона также выросло за счёт хорватских переселенцев из Боснии и Герцеговины. По переписи 2001 года в Крянке проживало 1332 серба и 761 хорват, в 2011 году — 1362 серба и 579 хорватов.